# Raposa (kommun)
Raposa är en kommun i Brasilien.   Den ligger i delstaten Maranhão, i den nordöstra delen av landet, 1 500 km norr om huvudstaden Brasília. Antalet invånare är 26 280.
Trakten runt Raposa består huvudsakligen av våtmarker. Runt Raposa är det tätbefolkat, med 319 invånare per kvadratkilometer.